# Boots (стихотворение Киплинга)

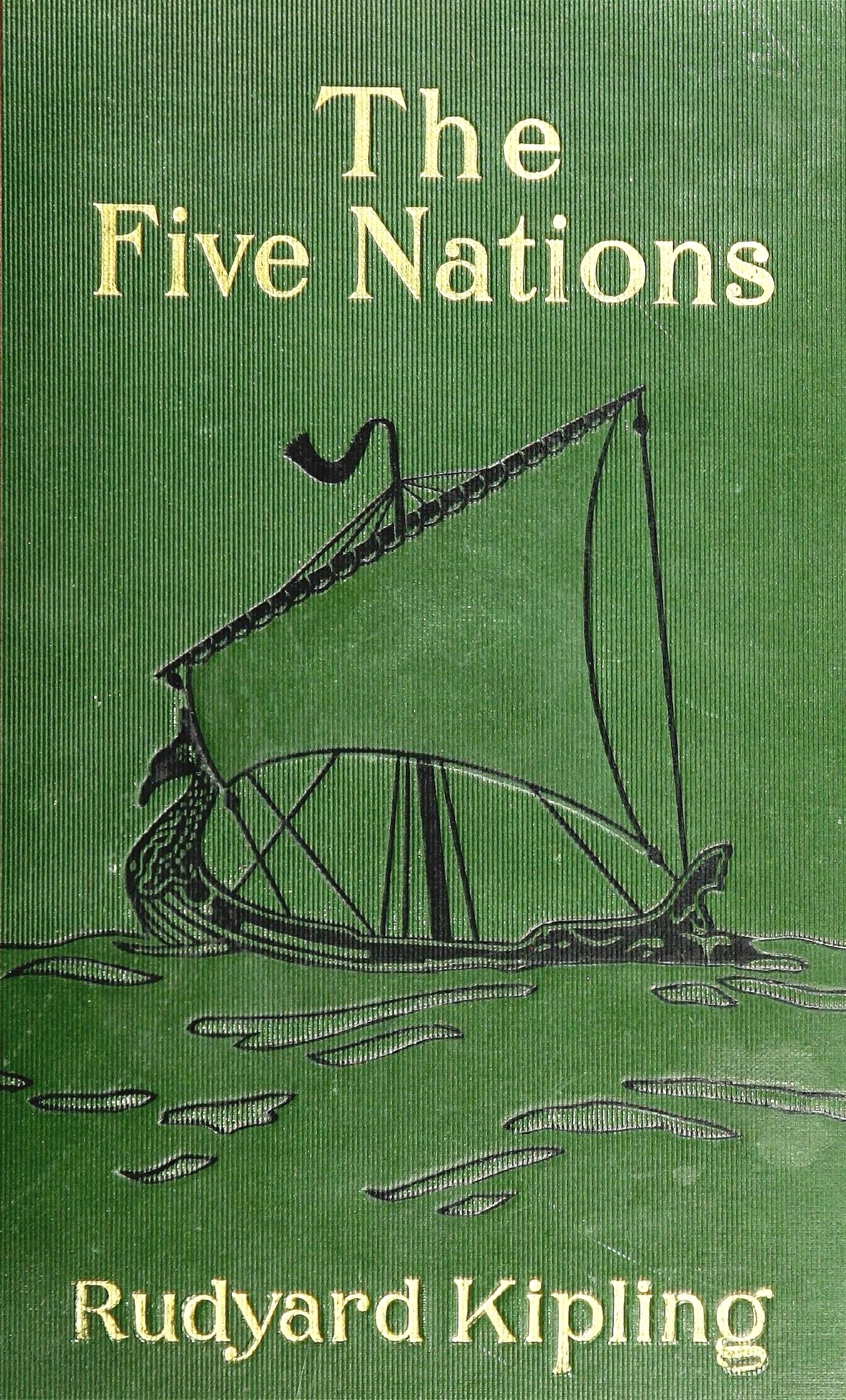
Обложка книги
The Five Nations

Boots (с англ. — «Сапоги») — стихотворение Редьярда Киплинга (1865—1936), написанное им под впечатлением от Англо-бурской войны 1899—1902 годов и впервые опубликованное в 1903 году.

## Стихотворение Киплинга
Стихотворение с подзаголовком Infantry Columns of the Earlier War (с англ. — «Пехотные колонны недавней войны») впервые было опубликовано в книге The Five Nations (с англ. — «Пять наций»), изданной в 1903 году. Оно написано от лица пехотинца Британской армии, передвигающегося форсированными маршами по Южной Африке во время Англо-бурской войны 1899—1902 годов.
Комментарии Ральфа Дюрана к этому стихотворению вошли в вышедшую в 1914 году его книгу A Handbook to the Poetry of Rudyard Kipling.
В 1929 году австралийский бас-баритон Питер Доусон написал, спел и записал песню на стихи Киплинга. Эту песню записывали и другие известные певцы — Леонард Уоррен, Оуэн Бранниган и другие.

## Русские переводы
На русском языке стихотворение наиболее известно под названием «Пыль» — перевод Ады Оношкович-Яцыны, вошедший в выпущенную ею в 1922 году первую книгу переводов Киплинга на русский язык. В вышедшем в 1936 году, уже после смерти Оношкович-Яцыны, переиздании её переводов Геннадий Фиш (её муж, поэт и переводчик), истолковав discharge (с англ. — среди значений: освобождение, увольнение; выстрел) в другом значении, заменил «Нет сражений на войне» на «Отпуска нет на войне»; в таком виде стихотворение и получило широкую известность. В 1941—1943 годах Евгений Агранович сочинил на эти стихи мелодию и дописал несколько своих куплетов, стилизованных под Киплинга, на тему Второй мировой войны.
Переводили стихотворение и другие авторы — в частности, Самуилом Маршаком перевод под названием «Пехота в Африке» впервые опубликовал в 1931 году в книге своих переводов Киплинга для детей «40 норд — 50 вест», иллюстрированной гравюрами Давида Шеренберга.
| Boots (Infantry Columns of the Earlier War) Р. Киплинг | Пыль перевод А. Оношкович-Яцыны | Пехота в Африке перевод С. Маршака |
| --- | --- | --- |
| We’re foot—slog—slog—slog—sloggin' over Africa — Foot—foot—foot—foot—sloggin' over Africa — (Boots—boots—boots—boots—movin' up an' down again!) There's no discharge in the war! … | День — ночь — день — ночь — мы идём по Африке, День — ночь — день — ночь — всё по той же Африке. (Пыль — пыль — пыль — пыль — от шагающих сапог.) Отпуска нет на войне. … | В ногу, в ногу, в ногу, в ногу — мы идём по Африке. Сотни ног, обутых в бутсы, топают по Африке. Бутсы, бутсы, бутсы, бутсы топчут пыль дорожную. От войны никуда не уйдёшь. … |